# يوراي سلافكوفسكي
يوراي سلافكوفسكي (مواليد 30 مارس 2004) هو لاعب هوكي جليد سلوفاكي يلعب في مركز المهاجم في نادي مونتريال كانيديينز في دوري الهوكي الوطني.